# Клецко
Клецко (пол. Kłecko) — город в Польше, входит в Великопольское воеводство, Гнезненский повят. Имеет статус городско-сельской гмины. Занимает площадь 9,61 км². Население 2712 человек (на 2004 год).

## История
Основание:
Город возник на месте феодального замка на высоком берегу реки Лань. Первое упоминание в летописи — 1127 год, когда Клецко (под названием Клеческ) был центром удельного княжества в составе Турово-Пинской земли. 
Название произошло от слова «клечь», что означало «березняк». По другой версии, город назвали по гидрониму ранее существующей реки, на берегу которой первоначально его основали. 
Развитие:
В начале XIV века Клецко вошёл в Великого княжества Литовского. 
С 1442 года город находился во владении сына великого князя литовского Сигизмунда Кейстутовича — Михаила Сигизмундовича Мазовецкого. 
В 1452 году Клецко перешёл во владение великого князя литовского Казимира, который к тому времени стал и польским королём. 
В 1558 году город перешёл к Радзивиллам. 
27 августа 1652 года город получил герб и Магдебургское право на самоуправление. 
Во второй половине XVIII века в Клецке наблюдался рост ремесла и торговли. 
В XIX веке город характеризовался как торгово-ремесленный городок, где проводилась ежедневная торговля и четыре ярмарки в год. 
По условиям Рижского мирного договора от 18 марта 1921 года город вошёл в состав Польши.

## Персоналии
В 1830 родился Владислав Неринг (1830—1909) - выдающийся польский филолог-славист, лингвист и историк, исследователь славянских языков, автор научно-популярных трудов по истории славян и грамматике славянских языков.